# Paragem de Vila Nune
A Paragem de Vila Nune foi uma gare da Linha do Tâmega, que servia a localidade de Vila Nune, Cabeceiras de Basto no distrito de Braga, em Portugal.

## História
Esta interface inseria-se no troço entre Celorico de Basto e Arco de Baúlhe, que foi inaugurado em 15 de Janeiro de 1949, pela Companhia dos Caminhos de Ferro Portugueses.
Devido ao reduzido movimento, o lanço entre Arco de Baúlhe e Amarante foi encerrado ao serviço em 2 de Janeiro de 1990, pela empresa Caminhos de Ferro Portugueses.